# 2011 au Québec
Cet article traite des événements survenus en 2011 au Québec. 

## Événements

### Janvier
- 1er janvier : la taxe de vente du Québec (TVQ) augmente de 1 % pour s'établir à 8,5 %[1].
- 17 janvier : le ministre de la Santé, Yves Bolduc, annonce la reconstruction des deux hôpitaux de la région de Charlevoix, celui de Baie-Saint-Paul et celui de La Malbaie. Les deux bâtiments actuels sont jugés peu sécuritaires en cas de tremblement de terre[2].
- 19 janvier : le rapport de la Commission Bastarache est rendu public. Il émet 46 recommandations pour le processus de nomination des juges jugé trop perméable. Par contre, il ne croit pas aux allégations de Marc Bellemare concernant les influences indues, les preuves n'étant pas assez probantes[3].
- 24 janvier : le Québec connaît une vague de froid et Hydro-Québec enregistre une consommation d'électricité record avec une pointe à 38 200 mégawatts à 7 h 38 du matin[4].
- 25 janvier : l'ancien premier ministre du Québec, Lucien Bouchard, est nommé à la tête de l'Association pétrolière et gazière du Québec (APGQ)[5].

### Février
- 3 février : Jean Charest annonce un mini-remaniement ministériel : Pierre Corbeil devient ministre de l'Agriculture, des Pêcheries et de l'Alimentation ; Geoffrey Kelly ministre responsable des Affaires autochtones ; Pierre Moreau ministre des Affaires intergouvernementales et de la Francophonie canadienne ; un nouveau venu, Alain Paquet, devient ministre délégué aux Finances[6].
- 8 février : début de la grève des procureurs aux poursuites criminelles et pénales et des juristes de l'État qui demandent notamment au gouvernement du Québec un mécanisme neutre et indépendant pour déterminer leur rémunération en fonction de la moyenne canadienne. Il s'agit d'une première au Québec[7].
- 10 février : le maire de Québec, Régis Labeaume, et le premier ministre du Québec, Jean Charest, annoncent un plan financier pour la construction d'un nouvel amphithéâtre multifonctionnel à Québec[8].
- 13 février : Le groupe rock montréalais Arcade Fire remporte le prix de l'album de l'année des Grammy Awards pour son album The Suburbs[9].
- 19 février : le gouvernement annonce la création d'une Unité permanente anticorruption (UPAC) dont le but est de lutter contre la corruption, la collusion et le trafic d'influence. Composée de 189 membres, son budget est de 30 millions de dollars[10].
- 21 février : l'ancien ministre François Legault annonce la formation de la Coalition pour l'avenir du Québec dont le manifeste met surtout l'accent sur l'éducation[11].
- 22 février
  - L'Assemblée nationale adopte la Loi assurant la continuité de la prestation des services juridiques au sein du gouvernement et de certains organismes publics (2011, chapitre 2) obligeant les procureurs aux poursuites criminelles et pénales et les juristes de l'État à rentrer au travail. La session est ensuite prorogée jusqu'au lendemain[12].
  - Gérald Cyprien Lacroix devient le nouvel archevêque de Québec[13].
- 26 février : fin du conflit au Journal de Montréal[14].

### Mars
- 8 mars : le rapport du BAPE sur le gaz de schiste est rendu public. Il recommande des évaluations environnementales stratégiques avant l'exploitation de la ressource. Il est bien reçu, tant par le gouvernement que par l'opposition[15].
- 13 mars : le 13e Gala des Prix Jutra est animé cette année par Yves P. Pelletier et Sylvie Moreau. Le film Incendies y remporte neuf prix dont celui du meilleur film et du meilleur scénario. Lubna Azabal remporte le prix de la meilleure actrice et Claude Legault celui du meilleur acteur[16].
- 17 mars : le budget 2011-2012 est déposé. Les dépenses sont de 69,6 milliards$ et les revenus de 65,4 milliards$ avec un déficit de 3,8 milliards$. La dette augmente à 173 milliards$ (la dette québécoise s'accroît rapidement et elle peut être visualisée par le compteur en temps réel sur le site de l'Institut économique de Montréal) . Les dépenses en santé augmentent de 5 %, les frais de scolarité haussent significativement. Les cotisations au régime des rentes augmentent également. Il y a désormais une prime si la retraite est prise après 65 ans. Bien reçu par les milieux d'affaires, il est mal accueilli par les étudiants[17].
- 24 mars : Québec et Ottawa concluent une entente sur les redevances concernant l'exploitation des hydrocarbures dans le fleuve et le golfe du Saint-Laurent. Québec recevra 100 % des redevances[18].
- 30 mars : le commissaire au développement durable, Jean Cinq-Mars, dépose un rapport accablant concernant la gestion du gaz de schiste par le gouvernement Charest[19].

### Avril
- 5 avril : Jacques Chagnon succède à Yvon Vallières à la présidence de l'Assemblée nationale. Celui-ci était contesté depuis quelque temps par l'opposition[20].
- 7 avril : Jean Charest annonce un plan pour qu'une voiture sur quatre soit électrique au Québec en 2020[21].
- 11 avril : l'humoriste Jean-François Mercier se présente candidat indépendant dans la circonscription de Chambly-Borduas lors de l'élection fédérale du mois de mai. Il affirme qu'il ne cherche pas à se faire élire député[22].
- 12 avril : le mouvement de François Legault annonce un plan de restructuration complète de l'éducation. Les commissions scolaires y seraient entre autres abolies et les enseignants évalués selon le rendement de leurs étudiants[23].
- 16 avril : lors du congrès du Parti québécois, la chef Pauline Marois reçoit 93,08 % d'appui[24].
- 18 avril : Guy Turcotte admet au palais de justice de Saint-Jérôme avoir tué ses deux enfants en février 2009[25].

### Mai
- 1er mai :
  - Le salaire minimum monte de 15 cents à 9,65 $[26] ;
  - 1 600 maisons de Montérégie sont inondées à cause de la montée des eaux dans les inondations du bassin du lac Champlain et de la rivière Richelieu en 2011 [27];
- 2 mai : le Parti conservateur de Stephen Harper obtient un gouvernement majoritaire lors de l'élection fédérale.Les résultats sont : 166 conservateurs, 103 néo-démocrates, 34 libéraux, 4 bloquistes et 1 vert. Au Québec, les résultats sont de 59 néo-démocrates, 7 libéraux, 5 conservateurs et 4 bloquistes. Le chef bloquiste Gilles Duceppe est battu dans sa propre circonscription de Laurier—Sainte-Marie, et il annonce sa démission lors du rassemblement de son parti et Vivian Barbot assure l'intérimaire du président du bloc. Le chef du Parti libéral Michael Ignatieff est battu dans sa propre circonscription d'Etobicoke—Lakeshore en Ontario. Élu dans sa circonscription de Sherbrooke, Pierre-Luc Dusseault, âge de 19 ans, devient le plus jeune député à la Chambre des communes de l'histoire du Canada[28].
- 3 mai : Michael Ignatieff quitte ses fonctions du chef du Parti libéral du Canada[29].
- 5 mai : l'armée canadienne vient en aide aux sinistrés de la Montérégie dans les inondations du bassin du lac Champlain et de la rivière Richelieu en 2011[30] ;
- 9 mai : Québec rend publics les détails du Plan Nord, visant à développer les territoires au nord du 49e parallèle. 80 milliards $ devront entre autres être investis au cours des 25 prochaines années. Le Plan Nord est mal reçu par les partis d'opposition [31];
- 19 mai : Louis Roy succède à Claudette Carbonneau à la présidence de la Confédération des syndicats nationaux[32].
- 25 mai : le député fédéral de Toronto-Centre Bob Rae devient chef par intérim du Parti libéral du Canada[33].
- 30 mai : la mine Osisko est inaugurée à Malartic[34].

### Juin
- 6 juin : blâmant l'éthique du parti et l'autoritarisme de leur chef, les députés Louise Beaudoin, Pierre Curzi et Lisette Lapointe démissionnent du Parti québécois. Ils siégeront comme députés indépendants[35].
- 7 juin : le député péquiste Jean-Martin Aussant quitte à son tour le parti et demande ouvertement la démission de Pauline Marois[36].
- 21 juin : Benoit Charette devient le cinquième député à démissionner du caucus du Parti québécois. Il critique la stratégie souverainiste du parti[37].
- 27 juin : Jean Charest entame une tournée européenne dans le but de promouvoir le Plan Nord. Il commence son voyage par le Royaume-Uni[38].

### Juillet
- 6 juillet : le gouvernement annonce une aide de 200 000 $ pour les sinistrés des inondations printanières du Richelieu en Montérégie[39].
- 7 juillet : le gouvernement du Québec conclut une entente de principe avec les juristes de l'État[40].
- 20 juillet - la Cour d'appel du Québec maintient la condamnation pour plagiat de Cinar et diminue les indemnités à 2,7 millions de dollars à la suite de l'affaire Claude Robinson[41].
- 25 juillet : la députée fédérale de Hull—Aylmer Nycole Turmel est désignée chef intérimaire du Nouveau Parti démocratique à la suite du départ du chef de l'opposition officielle Jack Layton, qui prend un congé de maladie à cause d'un nouveau cancer[42].
- 31 juillet : une poutre de béton du tunnel Viger, dans le centre-ville de Montréal, s'effondre. L'incident ne fait pas de blessés mais paralyse la circulation sur l'autoroute 720 pendant une semaine[43].

### Août
- 6 août : une tornade ravage plusieurs hectares de forêt à Saint-Ludger-de-Milot et à Sainte-Élisabeth-de-Proulx au nord du Lac Saint-Jean. Des maisons sont également endommagées[44],[45],[46].
- 16 août : le Nouveau mouvement pour le Québec (NMQ), composé d'environ 80 souverainistes déçus dont Pierre Curzi, publie un manifeste critiquant durement le Parti québécois. Pauline Marois déplore cette division des troupes souverainistes[47].
- 22 août : le Québec et le Canada pleurent la mort du chef de l'opposition officielle du NPD Jack Layton, décédé à l'âge de 61 ans à la suite d'un nouveau cancer[48].
- 23 août : Valérie Leblanc, 18 ans, est brutalement assassinée dans un boisé situé derrière le cégep de l'Outaouais, à Gatineau[49].
- 31 août : le dessinateur Claude Robinson annonce qu'il compte porter sa cause contre Cinar à la Cour suprême du Canada[50].

### Septembre
- 6 septembre : la ministre des Ressources naturelles et de la Faune et responsable du Plan Nord, Nathalie Normandeau, annonce son retrait de la vie politique. Elle était numéro 2 du gouvernement[51].
- 7 septembre : Jean Charest procède, à la suite de cela, à un remaniement ministériel : Line Beauchamp devient la nouvelle vice-première ministre, Sam Hamad ministre du Développement économique, de l'Innovation et de l'Exportation, Clément Gignac ministre des Ressources naturelles et de la Faune et responsable du Plan Nord, Pierre Moreau ministre des Transports et Yvon Vallières ministre des Affaires intergouvernementales canadiennes[52].
- 19 septembre : Création du parti Option nationale par Jean-Martin Aussant[53]
- 30 septembre : Jean Charest et Stephen Harper signent une entente visant à harmoniser les taxes fédérale et provinciale. Le Québec recevra une compensation de 2,2 milliards de dollars[54].

### Octobre
- 3 octobre : Jean Charest entame une tournée de dix jours en Europe afin de promouvoir le Plan Nord. Sa première escale est Paris où il rencontre entre autres François Fillon et des hommes d'affaires français[55].
- 4 octobre : l'ex député de Hochelaga Daniel Paillé annonce sa candidature au Congrès d'investiture du Bloc québécois[56].
- 13 octobre : le député néo-démocrate d'Outremont Thomas Mulcair annonce sa candidature à l'élection à la direction[57].
- 19 octobre : Jean Charest annonce la création d'une commission d'enquête sur la collusion et la corruption dans l'industrie de la construction. Présidée par la juge France Charbonneau, ses pouvoirs sont limités car les gens ne seront pas obligés de témoigner et le droit d'immunité est enlevé aux témoins[58].
- 21 octobre : le Barreau du Québec désavoue la commission Charbonneau[59].
- 22 octobre : lors du congrès du parti libéral à Québec, Jean Charest promet de donner des pouvoirs plus étendus à la commission Charbonneau si la commissaire le lui demande[60].
- 30 octobre : Marie-Mai et Éric Lapointe sont consacrés interprètes de l'année lors du gala de l'ADISQ[61].
- 31 octobre : le Directeur général des élections du Québec reconnait officiellement Option nationale comme parti politique[62].

### Novembre
- 9 novembre : à la demande de la juge Charbonneau, le gouvernement donne les pleins pouvoirs à la commission Charbonneau tel que le prévoit la Loi sur les commissions d'enquête[63].
- 10 novembre : manifestation étudiante de plus de 20 000 étudiants à Montréal visant à bloquer la hausse des frais de scolarité[64].
- 14 novembre : François Legault lance officiellement son nouveau parti, la Coalition avenir Québec[65].
- 21 novembre : Découverte des restes de Diane Grégoire dans un boisé de Coteau-du-Lac[66],[67].
- 24 novembre : le député péquiste Daniel Ratthé est expulsé du caucus de son parti. Il siégera désormais comme indépendant. Il était soupçonné de vouloir joindre les rangs de la Coalition avenir Québec[68].

### Décembre
- 2 décembre : l'Assemblée nationale adopte le projet de loi 33 mettant fin au placement syndical dans l'industrie de la construction[69].
- 5 décembre : le libéral Damien Arsenault remporte l'élection partielle de Bonaventure avec 50 % des voix[70].
- 11 décembre : Congrès d'investiture de la chefferie du Bloc québécois. Daniel Paillé est élu chef du parti au deuxième tour avec 61,28 % des voix[71].
- 13 décembre : François Legault et Gérard Deltell annoncent la fusion officielle de la CAQ et de l'ADQ. Cette fusion devra être entérinée par les membres de l'ADQ le 20 janvier prochain[72].
- 13 décembre : Paul Laplante est arrêté à Saint-Hyacinthe et accusé du meurtre au premier degré de son épouse Diane Grégoire[73].
- 16 décembre : le député de la circonscription d’Argenteuil à l'Assemblée nationale du Québec, David Whissell annonce son retrait de la vie politique[74].

## Décès
- 1er janvier - Bernard Cloutier (ingénieur chimiste et administrateur) (º 29 novembre 1933)
- 8 janvier - Bruno Fecteau (musicien et professeur) (º 15 janvier 1959)
- 9 janvier - Gaston L'Heureux (animateur de télévision et acteur) (º 14 mai 1943)
- 11 janvier
  - André Marchand (homme politique) (º 26 mai 1926)
  - Marcel Trudel (historien) (º 29 mai 1917)
- 25 janvier - Audrey Best (avocate et ex-épouse du premier ministre Lucien Bouchard) (º 1960)
- 3 février - Ron Piché (joueur de baseball) (º 22 mai 1935)
- 11 février
  - Roger Gosselin (reporter et animateur de la radio et de la télévision) (º 28 janvier 1936)
  - Paul Frappier (rappeur) (º 8 mai 1977)
- 14 février - Jean-Marc Léger (écrivain et journaliste) (º 8 janvier 1927)
- 26 février - Roch Thériault (criminel) (º 16 mai 1947)
- 3 mars - May Cutler (en) (fondatrice de Tundra Books (en) et première femme à être mairesse de Westmount) (º 4 septembre 1923)
- 6 mars - Marie-Andrée Bertrand (professeure en criminologie) (º 12 juin 1925)
- 13 mars - Richard Martin (joueur de hockey) (º 26 juillet 1951) (décédé aux États-Unis)
- 22 mars
  - Jean-Guy Morissette (en) (gardien de but de hockey) (º 16 décembre 1937)
  - Victor Bouchard (pianiste) 11 avril 1926)
- 7 avril - Pierre Gauvreau (écrivain et réalisateur) (º 23 août 1922)
- 11 avril - André Raynauld (économiste) (º 20 octobre 1927)
- 12 avril : Sidney Harman (en) (homme d'affaires et éditeur) (º 4 août 1918)
- 14 avril
  - Roger Drolet (animateur de la radio et conférencier) (º 7 octobre 1935)
  - Jean Gratton (Évêque de Mont-Laurier (1989-2006)) (º 4 décembre 1924)
- 17 avril - Michael Sarrazin (acteur) (º 22 mai 1940)
- 20 avril - Jérôme Lemay (chanteur et humoriste) (º 22 août 1933)
- 11 mai - Manuel Maître (journaliste) (º 1925)
- 12 mai - Adrien Gagnon (homme d'affaires et industriel) (º 4 mars 1924)
- 28 mai - Alys Robi (chanteuse) (º 3 février 1923)
- 9 juin - Claude Léveillée (acteur, pianiste compositeur, auteur-compositeur-interprète) (º 16 octobre 1932)
- 12 juin - René Audet (en) (archevêque de Joliette) (º 18 janvier 1920)
- 17 juin - Ronald France (acteur) (º 20 mai 1936)
- 22 juin - Guy Coulombe (haut fonctionnaire spécialiste en économie sociale) (º 15 juin 1936)
- 6 juillet - Paul-André Crépeau (juriste) (º 20 mai 1926)
- 10 juillet - Pierrette Alarie (soprano) (º 9 novembre 1921)
- 26 juillet - Silvio Narizzano (réalisateur) (º 8 février 1927)
- 3 août - William Commanda (leader amérindien) (º 11 novembre 1913)
- 8 août -
  - Philippe Bruneau (accordéoniste-compositeur) (º 22 septembre 1934)
  - Hughette Proulx (animatrice et journaliste) (º 4 janvier 1923)
- 16 août - Paul-Marie Lapointe (poète et journaliste) (º 22 septembre 1929)
- 19 août - Gil Courtemanche (écrivain et journaliste) (º 18 août 1943)
- 22 août - Jack Layton (chef du Nouveau Parti démocratique du Canada) (º 18 juillet 1950)
- 23 août - Georges Lévesque (styliste) (º 1952)
- 28 août
  - Jean Monbourquette (prêtre oblat, psychologue et essayiste) (º 1933)
  - Marthe Turgeon (actrice) (º 29 novembre 1944)
- 8 septembre : Michel Roy (journaliste et diplomate) (º 23 septembre 1929)
- 13 septembre : Paul-Émile Gallant (designer-inventeur et entrepreneur) (º 17 juillet 1944)
- 27 septembre - Maryvonne Kendergi (musicologue, pianiste, professeur émérite de l'Université de Montréal, animatrice musicale à la Société Radio-Canada) (º 15 août 1915)
- 28 septembre - Pierre Dansereau (homme de sciences) (º 5 octobre 1911)
- 30 septembre -
  - Clifford Olson (tueur en série) (º 1er janvier 1940)
  - Ralph Steinman (Prix Nobel de médecine 2011) (º 14 janvier 1943)
- 30 octobre - Serge Aubry (joueur de hockey) (º 2 janvier 1942)
- 11 octobre - Léon Bernier (compositeur et chef d'orchestre) (6 septembre 1936)
- 18 décembre - Jean Boucher (homme politique) (º 20 février 1926)

### Articles généraux
- Chronologie de l'histoire du Québec (1982 à aujourd'hui)
- L'année 2011 dans le monde

### Articles sur l'année 2011 au Québec
- Coalition avenir Québec
- Élections fédérales canadiennes de 2011
- Élection à la direction du Bloc québécois de 2011.
- Élection partielle québécoise de 2011
- Inondations du bassin du lac Champlain et de la rivière Richelieu en 2011
- Liste des lauréats des prix Félix en 2011
- Crise de 2011-2012 au Parti québécois
- Vol de sirop d'érable du siècle